# Clarington (Ohio)
Clarington é uma vila localizada no estado norte-americano de Ohio, no Condado de Monroe.

## Demografia
Segundo o censo norte-americano de 2000, a sua população era de 444 habitantes.
Em 2006, foi estimada uma população de 440, um decréscimo de 4 (-0.9%).

## Geografia
De acordo com o United States Census Bureau tem uma área de
3,3 km², dos quais 2,9 km² cobertos por terra e 0,4 km² cobertos por água.

## Localidades na vizinhança
O diagrama seguinte representa as localidades num raio de 20 km ao redor de Clarington.